# 666 (novela)
666 es una novela del escritor argentino Gustavo Adolfo Martínez Zuviría, más conocido por su pseudónimo Hugo Wast. Se trata de la continuación de la trama de Juana Tabor.
La novela está ambientada a finales del siglo XX (fue escrita en 1941) y relata los años previos al Juicio Final.
Wast describe una sociedad secularizada, tecnológicamente avanzada y espiritualmente vacía; todo ello, sostiene el autor, como consecuencia de la difusión de las ideas del Iluminismo y el Modernismo. 
El relato tiene como protagonistas a dos frailes de la ficticia Orden de San Gregorio, Plácido de la Virgen y Simón de Samaria (este último inspirado en Jacinto Loyson), quienes aparecen también en el libro anterior. 

## Argumento
La novela precedente —Juana Tabor— presenta el escenario y los principales personajes. El mundo en las últimas décadas del siglo XX ha adoptado una moneda (el marx), una lengua (el esperanto) y un calendario universal. La vida se ha prolongado, el malthusianismo ha hecho reducir la población mundial y existen servicios para mantener el cuerpo en animación suspendida.
Después de una serie de guerras han emergido lìderes fuertes y se han restaurado algunas monarquías. En Europa las principales potencias son el Imperio Germánico (cuyo soberano se llama Adolfo Enrique y es denominado Kaiser) y un Imperio Romano (regido por Carlos Alberto de la Casa de Saboya), las cuales se unen en el Santo Imperio Romano Germánico gobernado por Otón V, nieto del Kaiser alemán. Rusia, que ha abandonado el comunismo por el "sindiosismo", ha adoptado el nombre de Satania y controla la India arrebatada a los decadentes británicos. En Asia, los japoneses han expandido su imperio sobre la mitad del continente, disputando el poder a los tártaros que bajo el mando de un tal Kriss han creado un estado independiente en las regiones siberianas. En Sudamérica aparecen mencionados el Imperio del Brasil, que ha absorbido a Paraguay y Uruguay, la Gran Colombia, un Imperio Inca (Perú y Bolivia), el reino de Chile y la República Argentina gobernada por una presidente "anarcomarxista" de familia judía que ha abolido el ejército y los símbolos nacionales. El papado existe, Pio XII continúa reinando, pero también hay iglesias cismáticas y el Islam vive un renacimiento. No existe el Estado de Israel y los judíos, dispersos por el mundo, son la más importante minoría extranjera en la Argentina. Los Estados Unidos son mencionados al pasar.
Los personajes principales son dos frailes y sacerdotes argentinos; uno de ellos el anciano (ha nacido a comienzos del siglo XX) Plácido, tradicionalista y devoto, y otro, joven, brillante orador y orgulloso; Simón. 
Juana Tabor, la otra protagonista, es una mujer misteriosa, dueña de vastas posesiones, y no creyente, quien debate con Simón su posible conversión. 
Ciro Dan, nieto de Naboth Dan, un sacerdote apóstata que robó niños católicos durante la Guerra Civil Española para convertirlos al satanismo, es un financista y líder que ha sido ungido como el Mesías y se convertirá en el Anticristo.
En ambas novelas, fray Plácido recibe la visita del alma atormentada de Voltaire, uno de los responsables del mundo secular que Wast critica, quien le describe sus tormentos en el Infierno y le anuncia el porvenir.
La novela comienza cuando el papa Pío XII ha muerto y Ciro Dan se ha convertido en soberano del restaurado Reino de Israel a la vez que Califa del Islam. Se considera hijo de Satanás y ha hecho marcar a sus servidores con el 666. Simón ha viajado de Argentina a Roma con la esperanza de ser elegido Papa (a pesar de no ser cardenal) y, desde ese lugar, crear una Iglesia renovada que acoja a todas las religiones. 
Al mismo tiempo, en Argentina, estalla una revuelta popular contra los judíos, acusados de explotar a las costureras, a la vez que se prepara una invasión chilena a la Patagonia. Un grupo secreto de nacionalistas, "la quinta columna", toma el poder, depone a la presidenta y restaura el orden por medio de la fuerza; resistidos en Buenos Aires, donde los "anarcomarxistas" han impuesto su ideologìa disolvente, se apoyan en las gentes del interior del país y con ayuda de un invento portentoso detienen la invasión chilena.
Simón, por su parte, no es elegido papa a pesar de la propaganda desplegada a su favor por Juana Tabor, quien es una princesa indostánica, amante de Ciro Dan, el Anticristo. Seducido por esta mujer, Simón celebra una misa sacrílega, presencia los rituales de Ciro, y finalmente es tatuado con el 666.
En el momento de entronizarse el Anticristo, aparecen Enoc y Elías en el convento de Plácido y la Tierra modifica su rotación e inclinación, lo que provoca una serie de catástrofes (incluido el hundimiento de Buenos Aires). El papa recientemente electo, Gregorio XVII es asesinado, Roma y el Imperio desaparecen y se elige un nuevo papa Clemente XVI quien muere a los pocos días. El sacerdote Simón de Samaria es elegido antipapa con el nombre de Simón I. Plácido y algunos sobrevivientes, en su mayoría judíos convertidos al catolicismo, viajan a Jerusalén. Con esta marcha y el anuncio del triunfo final de Cristo, termina la novela.

## Características de la novela

### Antisemitismo
Hugo Wast es considerado un exponente de la literatura antisemita en Argentina, crítica que abreva en sus dos posturas ideológicas fundamentales, el nacionalismo y el catolicismo. Conservador y antidemocrático el primero, tradionalista y antimodernista, el segundo.
En esta novela, como en Juana Tabor, El Kahal y Oro, el tema del judío como elemento inasimilable se repite, a la vez que se denuesta al liberalismo argentino que favorece al extranjero en detrimento del criollo. Los judíos son vistos como un cuerpo extraño en la sociedad cristiana, sospechosos de explotar a los pobres, pero a la vez muchos de ellos encuentran su redención al convertirse al final de la novela por obra de Enoc y Elías reaparecidos.

Apareciéronsele dos viejecitos barbudos, que, después de saludarlo con humildad, le pidieron amparo, pues sus casas habían sido incendiadas y se les perseguía a muerte.
—¿Qué habéis hecho? —se atrevió a preguntar el lego, antes de franquearles la entrada.
—Somos judíos: es nuestro único delito.
—Si realmente no tenéis más culpa que ser compatriotas de Nuestro Señor y de la Santísima Virgen, no merecéis la muerte... ¿Pero acaso no sois usureros? ¿No defraudáis el salario de vuestros obreros? ¿No acaparáis las cosechas de los pobres agricultores? ¿Cómo pagáis su trabajo a vuestras costureras?
—¡Líbrenos Dios de esos crímenes...! —respondió uno de ellos.
—Entonces, entrad.
666 CAPÍTULO X - FINAL La Tercera Aparición

### Profecías de San Malaquías
Wast utiliza los lemas de los papas atribuidos el arzobispo san Malaquías para desigmar a los últimos pontífices. El primero es el (histórico) papa Pio XII (Pastor Angelicus) reinante en la época que se escribió la novela y que se supone que tendría un largo reinado casi hasta el final del siglo XX, muriendo a los 116 años. Lo sigue el cardenal Cafferata (Pastor et Nauta) Gregorio XVII, Clemente XV (Flos Florum) y un papa sin nombre con el lema: De Medietate Lunæ en alusión al islam regido por el Anticristo. El penúltimo de los papas, De Gloria Olivæ, sería un judío convertido.

### La Reformas de la Iglesia
Inspirado en el juramento antimodernista y en la biografía de Jacinto Loyson, Wast critica las pretendidas reformas de la Iglesia que sintetiza en las palabras del Patriarca (cismático) de Argentina; Monseñor Bergman: abolición del celibato de los clérigos; supresión de las órdenes religiosas y de todos los votos; elección de los obispos por el clero y los fieles, y del papa por los cardenales y los obispos y uso del esperanto en vez del latín. "Democratizada así la jerarquía católica", dice el prelado, "la Iglesia será del pueblo y para el pueblo".

### Argentina y la democracia
Esta novela, publicada un año antes de que Wast fuera designado Ministro de Justicia e Instrucción Pública de la República Argentina por el gobierno nacionalista de Ramírez (surgido de la Revolución del 4 de junio), recoge algunas de las ideas y críticas de un sector de este movimiento político y cultural. 
La Argentina presentada en la novela es una república acosada por sus vecinos, con una iglesia cismática y un gobierno contrario a la religión y adepto a una ideología llamada "anarcomarxismo". Los comerciantes, casi todos judíos, explotan a las mujeres costureras (que trabajan a destajo como en los años treinta), y los sindicatos han impulsado la jornada laboral de diez horas (del nuevo calendario que equivalen a tres horas actuales) por lo cual no se ha desarrollado la industria.
En el país hay tres facciones; los judíos, cinco millones al comenzar la novela se reducen a tres después del sangriento pogrom que, dice Wast, supera las crueldades nazis, los "anarcomarxistas" de origen extranjero pacifistas pero partidarios de la lucha de clases y los nacionalistas, presentados como héroes y patriotas, dirigidos por antiguos militares (las Fuerzas Armadas habìan sido disueltas). Al respecto, Wast critica la democracia liberal, la idea de la igualdad y la escuela laica. Defiende el principio de autoridad y el derecho divino.
La economía que parece defender Wast se basa en el abandono del patrón oro y la intervención del Estado que regula los salarios. Sin embargo, el oro recupera su valor al utilizarse como combustible por medio de la transmutación.

### Escatología
La novela no desarrolla caracteres o personajes, tampoco presenta peripecias, sino que se trata de una novela de ideas, en este caso, vinculadas a la escatologia cristiana al estilo del Señor del mundo de Robert Hugh Benson o Su Majestad Dulcinea de Leonardo Castellani.
Así, Wast explica los símbolos del Libro de Daniel y del Apocalipsis: la mujer vestida de púrpura descrita en este último libro, represena a Roma, y la bestia roja que monta, es un imperio, el Imperio Romano Germánico, surgido de la unión del Tercer Reich, triunfante, y del igualmente vencedor Imperio Italiano.
En cuanto a los siete reyes descriptos en el mismo texto, son gobernantes o filósofos que "gobernaron" las ideas de los hombres; los cinco primeros fueron Nerón, Mahoma, Lutero, Voltaire y Lenin.
Las 4 bestias del Libro de Daniel son interpretadas como la masonería, el imperio británico,  el judaísmo y el islamismo. Si bien más adelante las asimila a doctrinas anticristianas: el judaísmo, el islamismo, el paganismo y el racionalismo.
En un pasaje de la novela, se proclama un tema muy usado por los nacionalistas de la época, el carácter esencialmente católico de España. Durante el diálogo de fray Plácido con un amigo criollo, éste le dice que Jesucristo hablará en español porque este idioma: "tiene el raro privilegio de ser la única entre las grandes lenguas del mundo que no haya sido hablada por ningún insigne heresiarca o enemigo de la Iglesia. El latín lo hablaron Nerón y Juliano; el griego, Arrio; el árabe, Mahoma; el inglés, Enrique VIII; el francés, Voltaire; el italiano, Garibaldi; el alemán, Lutero; el ruso, Lenin”.